# سیارک ۱۱۶۹۵
سیارک ۱۱۶۹۵ (به انگلیسی: 11695 Mattei، نامگذاری:1998FA74) یازده هزار و ششصد و نود و پنجمین سیارک کشف شده‌است که در ۲۲ مارس ۱۹۹۸ کشف شد.
قدر مطلق سیارک برابر ۱۴٫۹۰ است.